# Sam Aiken
Sam Aiken, född 14 december 1980 i Clinton i North Carolina, är en amerikansk fotbollsspelare. På planen spelar han som wide receiver för Buffalo Bills i National Football League.